# Grano de cacao
Un grano de cacao es la semilla fermentada y secada del Theobroma cacao, del cual se extraen los sólidos de cacao y la manteca de cacao. Los granos son la base del chocolate, como también diversas comidas Mesoamericanas como la salsa de mole y el tejate.

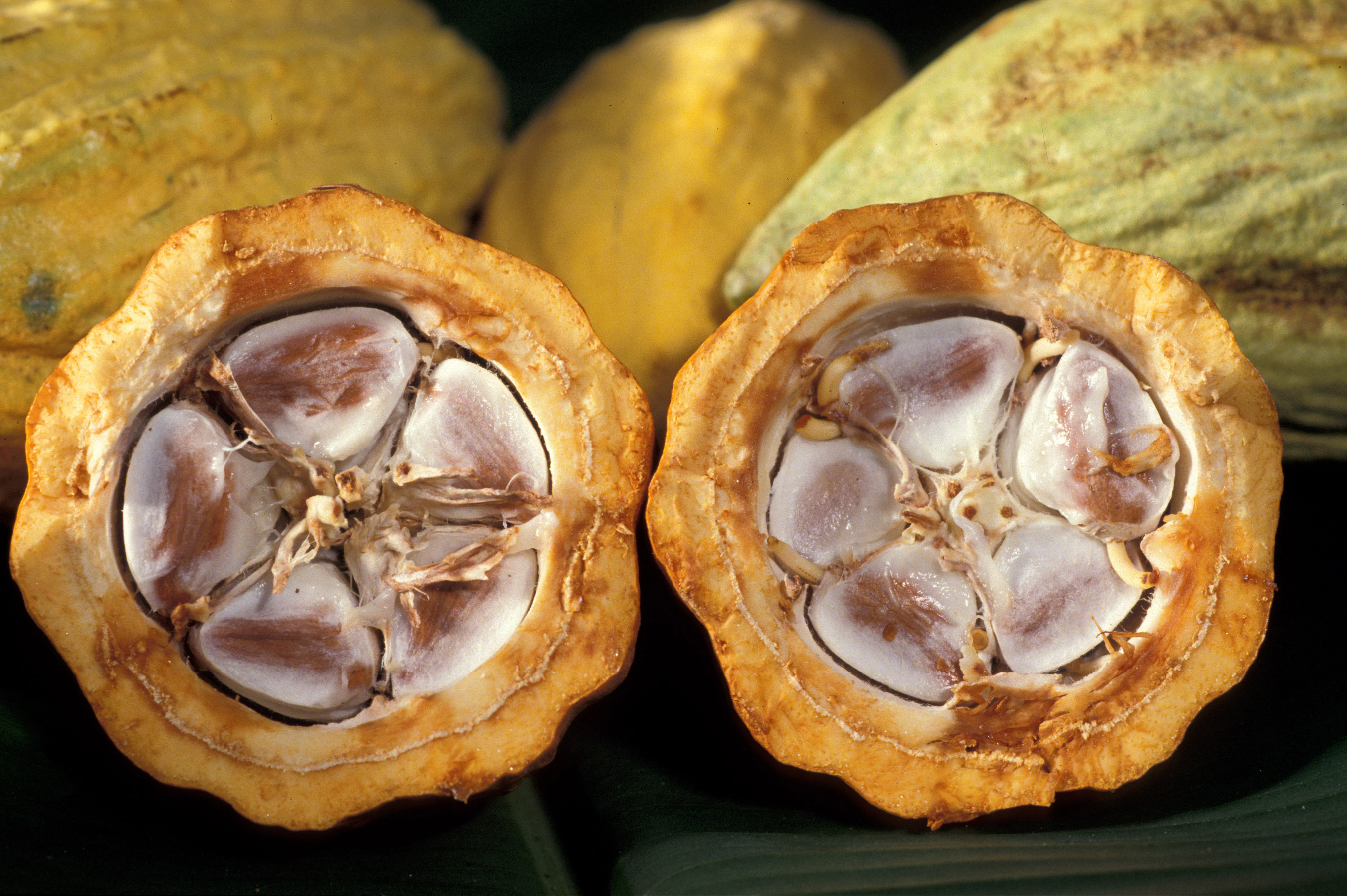
Fruto del cacao, sección transversal. Se observan las semillas en su interior.

Una vaina de cacao (fruta) tiene una corteza rugosa de unos 3 centímetros (esto varía con el origen y la variedad de la vaina). Está llena de pulpa dulce y mucilaginosa (llamada 'baba de cacao' en América del Sur). 

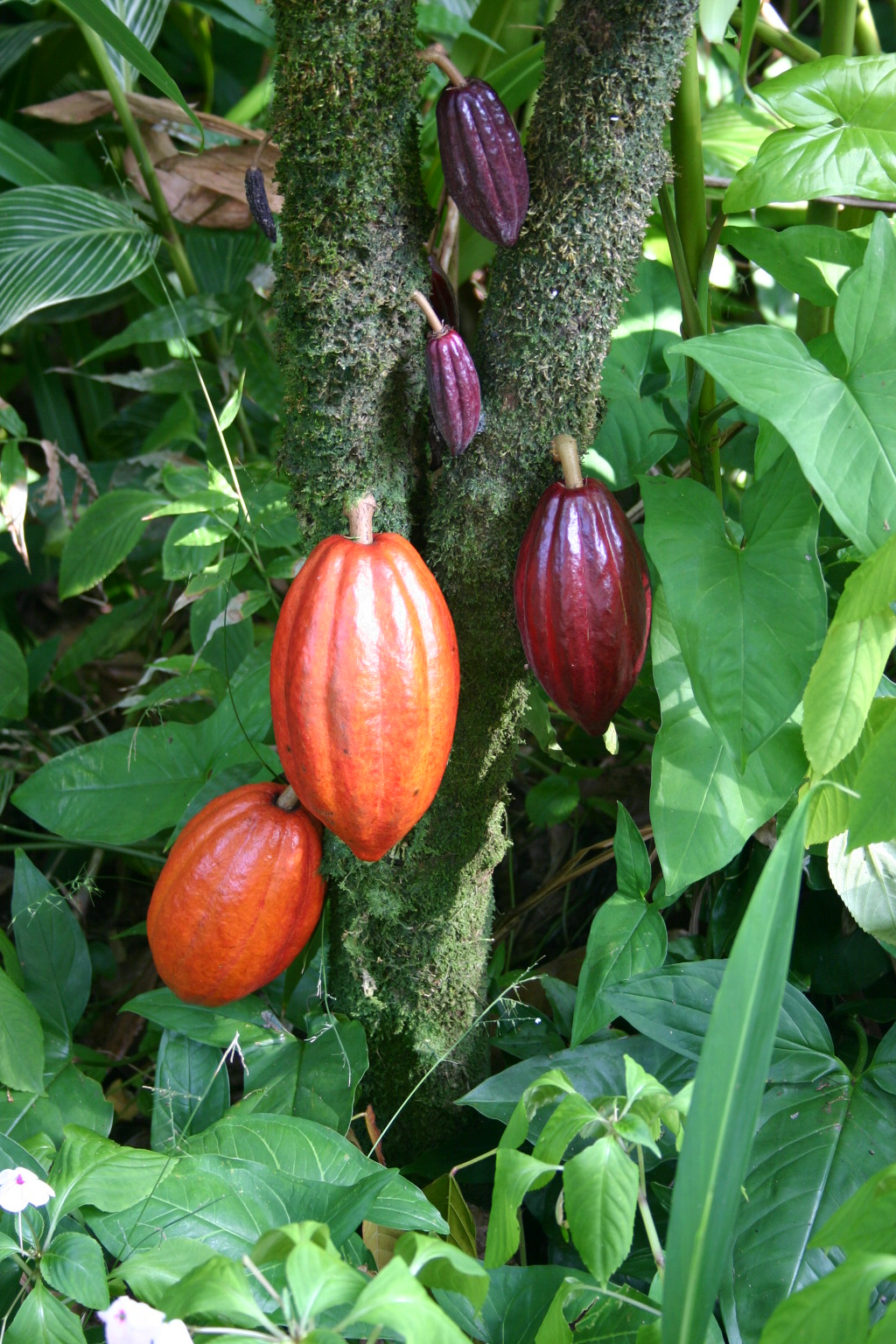
Planta de cacao, de las semillas se extrae el chocolate.

Mientras que las semillas son generalmente blancas, se hacen violetas o un marrón rojizo durante el proceso de secado. La excepción son variedades raras de cacao blanco, en que las semillas se mantienen blancas. Históricamente, el cacao blanco fue cultivado por el pueblo Rama en Nicaragua.

## Producción y comercio
Aunque el cacao tiene a América Central como su centro de origen, en la actualidad el 70% de la producción mundial se concentra en países de África Occidental. El Observatorio de la Complejidad Económica coloca a la semilla de cacao entre los 500 productos de consumo más comerciados en el mundo. En 2016, el mercado global de exportación de granos de cacao valía aproximadamente 4 mil 74 millones de dólares.
En 2010, se calculaba que 14 millones de personas en todo el mundo trabajan en la producción primaria de cacao.
En 2013, Costa de Marfil y Ghana eran los dos principales productores y exportadores de cacao a nivel global, seguidos por Países Bajos, Indonesia, Ecuador, Nigeria, Camerún y Bélgica.
En 2016, el valor de las exportaciones de granos de cacao en Ghana ascendió a $621 millones de dólares. En Bélgica, Amberes es el segundo puerto más importante relacionado con el comercio de semillas de cacao. En este puerto arriban los granos provenientes de Ghana y Costa de Marfil. Una parte de estos son utilizados para la producción de chocolate, mientras que el resto es reexportado a otros países de Europa, como Alemania, Francia, Austria y Países Bajos.
El mercado europeo es uno de los principales importadores de semillas de cacao debido a su industria manufacturera de chocolate y por ser el mayor mercado de chocolate en el mundo, representando en 2017 el 49% del mercado global.

### Controversias relacionadas con la producción
En varias investigaciones realizadas en estos países se han demostrado multitud de casos relacionados de esclavismo, trata de personas y explotación infantil (véase: Trabajo infantil en la producción de cacao). Muchas asociaciones activistas han querido concienciar sobre las injusticias detrás del chocolate, boicoteando a empresas productoras como Cargill Cocoa u Olam International o empresas compradoras como Nestlé y Hershey's. En julio de 2019, Ghana y Costa de Marfil llegaron a un acuerdo conjunto de fijar un precio mínimo para la venta de cacao, para dignificar la vida de sus trabajadores.

## Cultivo
La vaina (fruto) del cacao mide entre 17 y 20 centímetros de largo, tiene una piel rugosa y coriácea de entre 2 y 3 centímetros de grosor (dependiendo del origen y la variedad de la vaina) y está rellena de una pulpa dulce y mucilaginosa (llamada baba de cacao en Sudamérica) con sabor a limonada, que contiene entre 30 y 50 semillas grandes, bastante blandas y de color entre lavanda pálido y morado oscuro.

### Recogida
La recolección del cacao no se limita a un periodo del año, sino que suele durar varios meses. De hecho, en muchos países, el cacao puede cosecharse en cualquier época del año. A menudo se aplican plaguicidas a los árboles para controlar los chinches de la cápside y fungicidas para controlar la enfermedad de la vaina negra.

### Procesamiento de la cosecha
Las vainas cosechadas se abren, normalmente con un machete, para exponer los granos. Se retiran la pulpa y las semillas del cacao y se desecha la cáscara. A continuación, la pulpa y las semillas se amontonan, se colocan en cubos de basura o se extienden sobre rejillas durante varios días. Durante este tiempo, las semillas y la pulpa se someten a una "transpiración", en la que la pulpa espesa se licua al fermentar. La pulpa fermentada sale al exterior, dejando las semillas de cacao para ser recogidas. 
Las judías húmedas se transportan a una instalación donde se fermentan y secan. El agricultor saca las judías de las vainas, las empaqueta en cajas o las amontona, y luego las cubre con esteras u hojas de plátano de tres a siete días. Por último, las judías se pisotean y se arrastran (a menudo con pies humanos descalzos) y, a veces, durante este proceso se espolvorea sobre ellas arcilla roja mezclada con agua para darles un color más fino, pulirlas y protegerlas del moho cuando se envían a fábricas de otros países.

## Cacao como moneda
Durante la época prehispánica, el cacao era usado como método de cambio en el área cultural de Mesoamérica, junto con otros productos como la obsidiana y piezas de cobre. En los primeros años de la Colonia, la semilla de cacao se continuó usando como método de cambio. Los conquistadores españoles utilizaron el cacao para pagar trabajo a los indígenas, equivaliendo un día de trabajo a 25 cacaos, mientras que para salir de la cárcel se cobraban 40 cacaos.

En varias parte rurales de México todavía acostumbraban la unidad zontle como unidad para madera, leña, frutas, etc. La carga era el peso de cacao que un indio tlameme podía llevar a cuestas. En el mercado el cacao valúa generalmente de 60 a 80 granos por un Real. Naturalmente había fluctuaciones según la cosecha del año.

La unidad monetaria mayor era el saco de 24 000 granos de cacao. Durante la colonia española un real de plata equivalía a 140 granos de cacao.[cita requerida]

No deja de ser curioso el hecho de que el cacao, al fin moneda, haya sido falsificado en ocasiones por los indígenas. La historia cuenta que el virrey Antonio de Mendoza envió a Carlos V, en 1537, muestras de tales falsificaciones, consistentes en cáscaras de semillas de cacao vaciadas de su pulpa y vueltas a rellenar con lodo.

El virrey Antonio de Mendoza envió algunos granos "falsos", creados por él mismo, a Carlos V como curiosidad. Se tienen registros del uso de cacao como moneda hasta el siglo XIX.